# Apanteles xanthopholis
Apanteles xanthopholis är en stekelart som beskrevs av De Saeger 1944. Apanteles xanthopholis ingår i släktet Apanteles och familjen bracksteklar. Inga underarter finns listade i Catalogue of Life.